# USALS

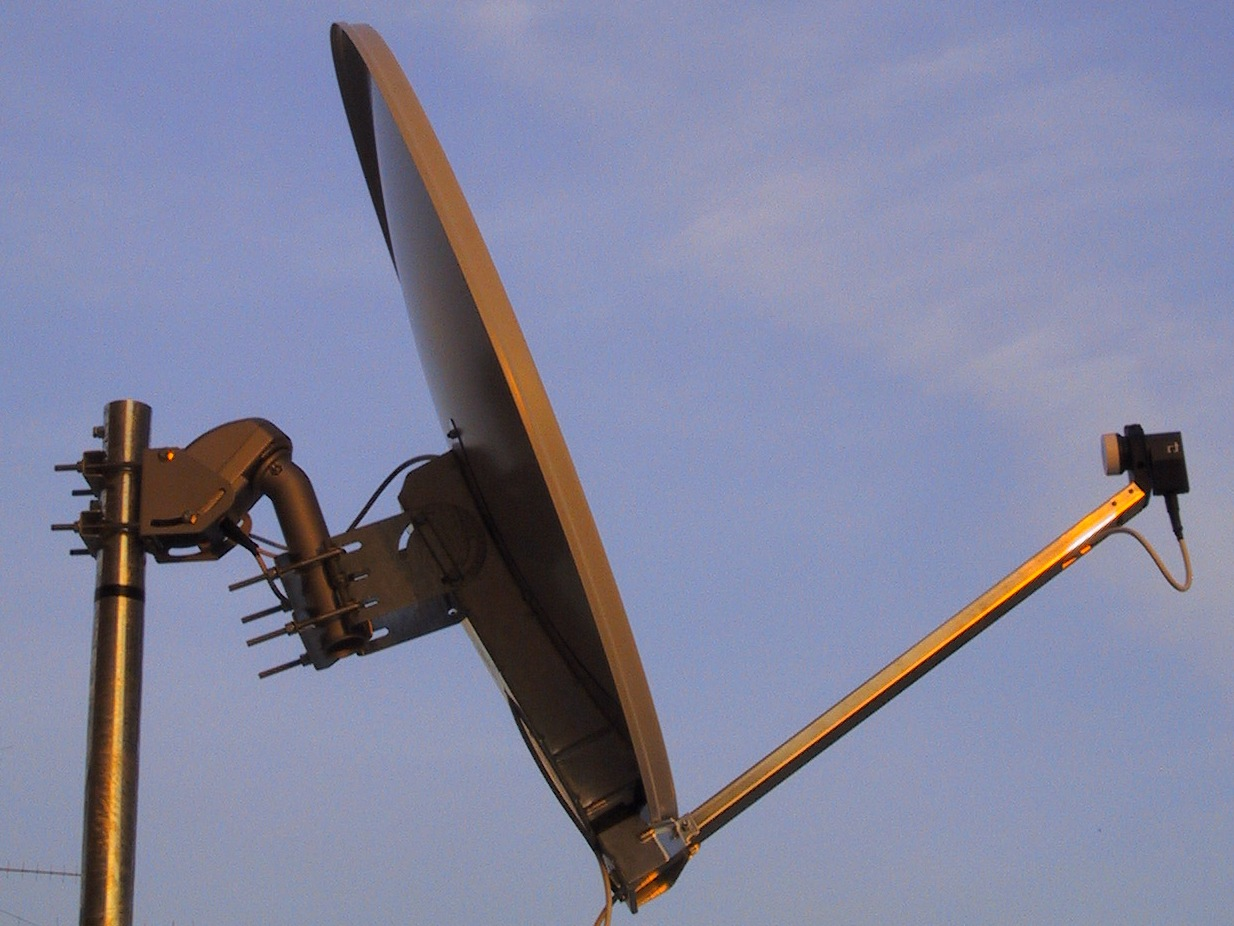
Antena con posicionador USALS

USALS (del inglés Universal Satellite Automatic Location System / Sistema Universal de Localización Automática de Satélites) es una marca registrada de la empresa italiana STAB . Se trata de hecho de un nuevo nombre dado a la técnica para posicionar una antena parabólica con la función de ir a XX (Goto XX), que consiste en hacer girar la antena hasta una posición angular dada, mediante un diálogo que utiliza el envío de impulsos codificados (PCM) a través del cable coaxial entre el receptor y el controlador del posicionador. Para el protocolo codificado se utiliza la versión 1.3. de DiSEqC.

## Funcionamiento
USALS es un programa y no un protocolo de comunicación. El programa USALS calcula la posición angular de la antena a partir de la situación de recepción (longitud/latitud) y la posición relativa del satélite en órbita geoestacionaria y envía la posición angular al posicionador utilizando el protocolo DiSEqC 1.3. Este es un cálculo directo usando cálculos geométricos.
El controlador del posicionador de la antena contiene una memoria permanente en la que están grabadas las posiciones relativas de los distintos satélites y en la que se graba la posición de un satélite que se toma como referencia (p.e.:19,2ºE) así como las coordenadas locales del sitio de recepción (longitud/latitud), estos datos le sirven para calcular la orientación azimutal para cada satélite en el lugar de recepción. Cuando se selecciona una cadena determinada, la antena (mediante su controlador), es capaz de posicionarse automáticamente en el satélite que la contiene.
El software ejecutado en el receptor de satélite (o en el posicionador externo) calcula el azimut de todos los satélites disponibles para la situación inicial entrada por el usuario, que es la latitud y longitud del lugar de recepción. Los valores de azimut calculadas para los distintos satélites pueden diferir en un offset de ± 0,1 grados, pero esto se ajusta automáticamente y no requiere conocimientos técnicos por parte del usuario.

## Protocolo DiSEqC
El Protocolo DiSEqC utiliza el cable coaxial para transmitir tanto datos/señales bidireccionales como la alimentación eléctrica. Se basa en el planteamiento maestro-esclavo, y utiliza una modulación digital de anchura de pulsos (PCM) sobre una portadora (también llamada "tono") de 22 kHz, que ya existe en el cable coaxial, según la polaridad del satélite (para Satélites que trabajen en la banda FSS, en polarizaciones lineales).